# Struthiocephalus
A Struthiocephalus ("struccfej") az emlősszerűek (Synapsida) osztályába, a Therapsida rendbe, azon belül a Dinocephalia alrendágban és a Tapinocephalidae családba tartozó fosszílis nem. A Struthiocephalus a középső perm időszakban körülbelül 265-260 millió évvel ezelőtt a mai Dél-Afrika területén élt. Nagy állat volt, akár több mint 1 tonnát is nyomhatott.

## Leírás
A Struthiocephalus nagy állat volt, hossza elérte a 3-3,5 métert, testtömege pedig az 1 tonnát is. Ő rendelkezett a legnagyobb fejjel a Tapinocephaliák közül, a koponya teljes hossza körülbelül 50 centiméter. Családjának legtöbb tagjától abban is eltért, hogy koponyája nem lekerekített és mély volt, hanem hosszú és oldal irányban kissé összenyomott. Mint szinte minden Dinocephaliának, ennek az állatnak is a koponyája erősen megvastagodott, így lehetővé téve azt, hogy öklelőző viselkedést produkáljanak vele a hímek, a nőstényekért vagy a területért vívott harcban. Hatalmas csőre valószínűleg a vízinövények levágását, nagy fogai pedig annak rágását segíthették. 

## Osztályozás
Úgy tűnik, hogy a hosszú orrú Struthiocephalus whaitsi az egyetlen nemzetség és faja ennek a taxonnak, amelynek nagyon sok szinonimája létezik. A Struthiocephalellus nyilvánvalóan a egy Struthiocephalus fiatal egyede. Boonstra kimutatta, hogy a Struthiocephalus hét faj egy növekedési sorozatot képvisel, és ezért az elsőként leírt faj, a S. whaitsi szinonimája. A Struthiocephalust egyszerűen a naso-frontális kifejlődés jellemzi kifejlett példányokon, míg a nagyon hasonló Struthiocephaloides nemzetségből ez a sajátosság hiányzik. Ez összhangban van a szexuálisan dimorfizmus jellegeivel, valamint a fajokon belüli harcban betöltött szerepével. Barghusen (1975) úgy vélte, hogy az oldalütközésnél hatékonyabb lenne, mint önmagában. A frontharcban a feltételezett kürt az ellenfél fejénél fogva eltérítené, és megszakadna az érintkezés, de oldalcsapásnál egy kürtös főként koncentrálná az ütközést. Mind a Struthiocephalus , mind a Struthiocephaloides rétegtani tartománya azonos – Alsó-középső Tapinocephalus zóna. A fennmaradó két monospecifikus nemzetség közül az egyetlen koponyából ismert Struthionops intermedius naso-frontális feje közepesen súlyos pachyostosis és meglehetősen rövid orrú. Valószínűleg ez egy másik faj változata. A rövidebb orr alapján King (1988) ezt a fajt a Tapinocephalini közé sorolta. Az egyetlen koponyáról ismert Taurocephalus lerouxi meglehetősen erős orrú, és 20 foga van a felső állkapocsban (több mint a Tapinocephalidáknál szokásos). Mivel a fogak száma nagymértékben változhat az egyes Dinocephaliák között, csak ez is valószínűleg egy egyedváltozata a Struthiocephalusnak. A fennmaradó faj, a Moschosaurus longiceps egyetlen kicsi, enyhén felépített, körülbelül 25 centiméter hosszú koponyáról ismert a felső Tapinocephalus zónából. Eredetileg a saját családjába, a Moschosauridae-ba helyezték, és jó ősi vagy primitív formának tartották (késői keltezése ellenére). Boonstra (1969) azonban fiatal Struthiocephalusként azonosította.

## Ökológia
Brink (1956) azt sugallta, hogy a Struthiocephalus vízben vagy víz közelében táplálkozott, és a fogakat a növényi anyagok (pl. levelek), összegyűjtésére és megfogására használták. Boonstra (1965) szintén úgy vélte, hogy a Struthiocephalus puha növényzettel táplálkozott, valószínűleg a víz alatt. Felvetette, hogy a koponya utáni csontváz nagy valószínűséggel alkalmazkodott a mocsaras körülmények között való élethez, és az orrlyuk körüli csontfelszín egy húsos billentyű jelenlétére utalhat, amelyet az orrlyuk víz alatti lezárására használnak. Ezen feltételezések alapján a Struthiocephalus a mocsaras környezetek lakója volt, és így elkerülhette a versenygést más nagy Tapinocephaliákkal, mivel ő a vízi növényekkel táplálkozott, valamint nagyobb védelemben volt a nagy ragadozókkal, például a kortárs Anteosaurus-al szemben. Mint szinte az összes Dinocephalia ő is kipusztult, a rejtélyes Kapitányi tömeges kihalás során.